# 오고촌 (도야마현)
오고촌(大江村)은 도야마현 이미즈군에 있던 촌이다. 

## 역사
- 1889년 4월 1일 - 정촌제 시행에 의해 이미즈군 오고촌이 성립하였다.
- 1896년 3월 29일 - 군 개편에 의해 이미즈군에서 분립해 히미군이 성립하여, 히미군에 속하게 되었다.
- 1953년 12월 1일 - 고스기정에 편입되었다.

## 참고문헌
- 『市町村名変遷辞典』東京堂出版、1990年。